# Llista de gèneres d'amauròbids
Aquesta és la llista de gèneres d'amauròbids, una família d'aranyes araneomorfes. Conté la informació recollida fins al 28 de novembre de 2006 i hi ha citats 71 gèneres que comprenen en total 643 espècies. El gènere més nombrós és Coelotes amb 132 espècies, Draconarius en té 107 i Amaurobius, 67 espècies. La seva distribució abasta pràcticament tota Amèrica, Europa, una gran part d'Àsia, i algunes zones d'Àfrica i Oceania.

## Gèneres
Família Amaurobiidae Thorell, 1870
- Altellopsis Simon, 1905
- Amaurobius C. L. Koch, 1837 [=Walmus Chamberlin, 1947]

- Amaurobius succini (Petrunkevitch, 1942) [Fòssil, Oligocè]

- Ambanus Ovtchinnikov, 1999: 63
- Anisacate Mello-Leitão, 1941d: 113
- Arctobius Lehtinen, 1967: 215
- Asiacoelotes Wang, 2002: 31
- Auhunga Forster & Wilton, 1973: 264
- Auximella Strand, 1908 [=Notolathys Mello-Leitão, 1920]
- Bakala Davies, 1990: 98
- Bifidocoelotes Wang, 2002: 37
- Callevopsis Tullgren, 1902 [=Opsaltella Mello-Leitão, 1941]
- Callobius Chamberlin, 1947
- Chresiona Simon, 1903
- Ciniflella Mello-Leitão, 1921 [=Paraltellopsis Mello-Leitão, 1925]
- Coelotes Blackwall, 1841 [=Urobia Komatsu, 1957]
- Coras Simon, 1898
- Coronilla Wang, 1994a: 281
- Cybaeopsis Strand, 1907 [=Callioplus Bishop & Crosby, 1935]
- Dardurus Davies, 1976: 399
- Draconarius Ovtchinnikov, 1999: 70
- Emmenomma Simon, 1884
- Eurocoelotes Wang, 2002: 73
- Femoracoelotes Wang, 2002: 81
- Himalcoelotes Wang, 2002: 84
- Jamara Davies, 1995b: 93
- Leptocoelotes Wang, 2002: 105
- Livius Roth, 1967c: 319
- Longicoelotes Wang, 2002: 109
- Macrobunus Tullgren, 1901 [=Charitonowia Strand, 1934] [=Myropsis Simon, 1905e] [=Olybrius Roth, 1967]
- Malala Davies, 1993: 483
- Maloides Forster & Wilton, in Platnick 1989b: 424 [=Mala Forster & Wilton, 1973]
- Manjala Davies, 1990: 95
- Midgee Davies, 1995a: 119
- Muritaia Forster & Wilton, 1973: 266
- Naevius Roth, 1967c: 320
- Neoporteria Mello-Leitão, 1943
- Neowadotes Alayón, 1995a: 2
- Neuquenia Mello-Leitão, 1940
- Obatala Lehtinen, 1967: 253
- Otira Forster & Wilton, 1973: 259
- Pakeha Forster & Wilton, 1973: 245
- Paracoelotes Brignoli, 1982b: 347
- Paravoca Forster & Wilton, 1973: 268
- Pimus Chamberlin, 1947
- Platocoelotes Wang, 2002: 119
- Poaka Forster & Wilton, 1973: 297
- Pseudauximus Simon, 1902
- Retiro Mello-Leitão, 1915
- Rhoicinaria Exline, 1950
- Robusticoelotes Wang, 2002: 126
- Rubrius Simon, 1887 [=Pionaces Simon, 1904]
- Spiricoelotes Wang, 2002: 129
- Storenosoma Hogg, 1900
- Taira Lehtinen, 1967: 266
- Tamgrinia Lehtinen, 1967: 266
- Tegecoelotes Ovtchinnikov, 1999: 68
- Tonsilla Wang & Yin, 1992: 263
- Tugana Chamberlin, 1948 [=Alauximus Bryant, 1948]
- Tymbira Mello-Leitão, 1944b: 348
- Urepus Roth, 1967c: 341
- Urocoras Ovtchinnikov, 1999: 68
- Virgilus Roth, 1967c: 342
- Wabarra Davies, 1996: 126
- Wadotes Chamberlin, 1925
- Waitetola Forster & Wilton, 1973: 244
- Yacolla Lehtinen, 1967: 275
- Yupanquia Lehtinen, 1967: 275
- Zanomys Chamberlin, 1948